# Uncharted: Drake's Fortune
Uncharted: Drake's Fortune este un joc de aventură third-person shooter elaborat de Naughty Dog și publicat de Sony Computer Entertainment pentru PlayStation 3. Este primul joc din seria Uncharted. Protagonistul jocului este Nathan Drake, un presupus descendent al exploratorului Sir Francis Drake, care caută comoara pierdută din El Dorado, cu ajutorul jurnalistei Elena Fisher și mentorul Victor Sullivan. A fost urmat de Uncharted 2: Among Thieves în 2009.